# Kiss Ernő (hegedűtanár)
Kiss Ernő (Makó, 1925. április 2. – Szeged, 2005. április 8.) magyar hegedűtanár, kántor, karnagy, korrepetitor, nótaszerző, zongorakísérő.

## Életpályája
Szülei: Kiss István Ernő kötélgyártó és Marecsek Emília gyermekeként. 1935-től kezdett zenével foglalkozni. 1938-tól lakodalmakban zenélt. A középiskoláját a Makói József Attila Gimnáziumban végezte el, ahol Donáth Antal oktatta. Egyetemi tanulmányait a kolozsvári egyetem jogi karán kezdte el, majd átiratkozott a kolozsvári zenekonzervatóriumba. A zenekonzervatóriumban Farkas Ferenc tanítványa volt. A második világháború után kántorként dolgozott Makón. 1949-től a Szegedi Állami zenekonzervatórium hallgatója volt hegedű, zeneszerzés, zongora és magánének szakon. 1949-ben a Szegedi Nemzeti Színházhoz szerződött, ahol zenekari muzsikus, karmester, karigazgató, és Paulusz Elemér asszisztense volt. 1950-ben II. helyezést ért el a soproni Bach-versenyen. 1958-ban fejezte be jogi tanulmányait. 1960-ban hegedűtanári képesítést szerzett. 1960-ban a kecskeméti óvónőképző tanára lett. Az 1960-as évektől a hegedűtanítás módszertanát tanította 1991-ig. 1962-től haláláig Szegeden élt. 1963-ban a konzervatórium szimfonikus zenekarának karnagya lett. 1964–1966 között Makón oktatott. 1966–1988 között a Liszt Ferenc Zeneiskola oktatója volt. 1988-ban nyugdíjba vonult. 1991-ben szívinfarktust kapott. 2000-ig, 75 éves koráig oktatott.

## Magánélete
1954-ben házasságot kötött Demeter Márta énekesnővel. Egy fiuk született: Ernő (1954-).